# 14674 INAOE
آي أن أي أو إي (ويعرف أيضًا باسم 14674 آي أن أي أو إي وفق تسمية الكوكب الصغير) (بالإنجليزية: INAOE)‏ هو كويكب ضمن حزام الكويكبات؛ وترتيبه 14674 من حيث الاكتشاف.
اكتُشف هذا الجُرم الفلكي بواسطة ماسح السماء كاتالينا في 29 أكتوبر 1999، وأُطلق عليه هذا الاسم نسبةً إلى National Institute of Astrophysics, Optics and Electronics ‏.

## وصلات خارجية
- 14674 INAOE في قاعدة بيانات مختبر الدفع النفاث لأجرام النظام الشمسي الصغيرة

- الاكتشاف · مخطط المدار ·  العناصر المدارية · المعلمات المادية

- 14674 INAOE على موقع ويكي سكاي: DSS2, SDSS, GALEX, IRAS, Hydrogen α, X-Ray, Astrophoto, Sky Map, Articles and images